# 震盪效應
是一部2015年美國運動傳記劇情片，為彼德·藍德斯曼執導和編劇，改編自珍妮·瑪麗·拉斯卡斯於2009年在《GQ》上發表的文章《Game Brain》。由威爾·史密斯、艾伯特·布魯克斯、亞歷·鮑德溫、艾德瓦利·亞肯努耶-阿嘉巴傑、古古·瑪芭塔-勞、保羅·萊瑟和路克·威爾森主演。電影主要描述腦神經學醫生班奈特·奧瑪魯最先發現到運動員容易罹患一種慢性創傷性腦病（CTE），會使該運動員產生自殺念頭。
主要拍攝開始於2014年10月27日在賓夕法尼亞州的匹兹堡進行，並由威秀電影、史考特自由製片公司與舒曼公司共同製作。發行公司哥倫比亞影業將本片定於2015年12月25日在美國上映。

## 劇情
故事改編自真實事件，敘述班奈特·奧瑪魯是一名奈及利亞裔美國腦神經學醫生，他是首位發現美式橄欖球員高機率會因職業緣故而造成腦部慢性病變，便決定將此研究公諸於世。但此研究卻遭國家美式橄欖球聯盟強烈否認，使得班奈特將面臨對事業造成強烈衝擊的危機。

## 演員
- 威爾·史密斯 飾 班奈特·奧瑪魯醫生（英语：Bennet Omalu）（Dr. Bennet Omalu）
- 艾伯特·布魯克斯 飾 賽瑞爾·韋契特醫學博士，法學博士（Cyril H. Wecht, MD, JD）
- 亞歷·鮑德溫 飾 朱利安·拜萊斯醫生（Dr. Julian Bailes）
- 古古·瑪芭塔-勞 飾 普雷瑪·穆蒂索（Prema Mutiso）
- 保羅·萊瑟 飾 艾略特·帕爾曼博士（Dr. Elliot Pellman）
- 路克·威爾森 飾 羅傑·古德爾（Roger Goodell）
- 大衛·摩斯 飾 馬克·韋伯斯特（Mike Webster）
- 馬克·奧麥雷 飾 丹尼爾·蘇利文（Daniel Sullivan）
- 艾德瓦利·亞肯努耶-阿嘉巴傑 飾 大衛·杜爾生（Dave Duerson）
- 亞歷斯·霍華（英语：Arliss Howard） 飾 喬瑟夫·梅爾魯博士（Dr. Joseph Maroon）
- 比茜·圖諾克 飾 凱娜·斯特爾澤克（Keana Strzelczyk）
- 理查·T·瓊斯（英语：Richard T. Jones） 飾 安德烈·華特斯（Andre Waters）
- 希爾·哈波（英语：Hill Harper） 飾 克里斯多夫·瓊斯（Christopher Jones）
- 艾迪·馬森 飾 史蒂芬·德科斯基醫生（英语：Steven T. DeKosky）（Dr. Steven DeKosky）
- 麥特·威利格（英语：Matt Willig） 飾 賈斯汀·斯特爾澤克（Justin Strzelczyk）
- Eme Ikwuakor 飾 阿莫比·奧克耶（Amobi Okoye）
- 山姆·尼爾 飾 凱（Kai）

## 拍攝
電影於2014年10月27日正式在賓夕法尼亞州的匹兹堡開拍，並在1月於同一地點製作。11月3日至4日，拍攝於匹茲堡的一所丘區教堂。2014年12月的第一個星期，在布拉多克卡內基自由圖書館和匹茲堡市中心進行取景拍攝。

## 發行
2016年1月27日，索尼將本片和《翻轉幸福》、《家有兩個爸》共同排於2015年聖誕節。首部預告片於2015年8月31日發布在YouTube上。

### 評價
《震盪效應》獲得了正面居多的評價。爛番茄新鮮度63%，Metacritic得分55。據CinemaScore調查指出，觀眾從A+至F之間平均給了「A」的評價。

### 票房
本片在美國和加拿大於2015年12月25日上映，首映週末預計能從2841間戲院獲得800至1000萬美元的票房。美國首週從2841間戲院中獲得了1050萬美元的票房，位居當週第七。

## 榮譽
- 第73屆金球獎
  - 提名-最佳戲劇類電影男主角：威爾·史密斯

- 非洲裔影評人協會（英语：African-American Film Critics Association）
  - 最佳男演員：威爾·史密斯

- 黑膠卷獎（英语：Black Reel Awards）
  - 提名-傑出電影男演員：威爾·史密斯
  - 提名-傑出影片：雷利·史考特、大衛·沃爾斯歐夫、基亞尼拿·法西歐
賴瑞·舒曼、伊莉莎白·坎蒂隆（監製）
  - 提名-最佳女配角：古古·瑪芭塔-勞
  - 提名-傑出全體團隊：林賽·格雷厄姆、瑪麗·芙琉（選角導演）

- 好萊塢電影獎
  - 最佳年度男演員：威爾·史密斯

- 印第安納電影記者協會獎
  - 提名-最佳男演員：威爾·史密斯
  - 提名-最佳男配角：亞歷·鮑德溫、艾伯特·布魯克斯

- 有色人種促進協會形象獎
  - 提名-傑出電影
  - 提名-傑出電影男主角：威爾·史密斯
  - 提名-傑出電影女配角：古古·瑪芭塔-勞

- 第20屆衛星獎
  - 提名-最佳電影男演員：威爾·史密斯

- 第36屆金酸莓獎
  - 提名-最佳贖莓獎：威爾·史密斯

- 2016年MTV電影大獎
  - 提名-真實故事
  - 提名-最佳男演員：威爾·史密斯

## 外部連結
- 互联网电影数据库（IMDb）上《震盪效應》的资料（英文）
- Box Office Mojo上《震盪效應》的資料（英文）
- Game Brain （页面存档备份，存于）